# Google合作夥伴
Google Advertising Professionals（谷歌广告专家认证）原是AdWords的一项认证系统，发布于2004年11月。2010年4月，Advertising Professionals被Google一套新的广告认证系统取代，结束其历史使命。